# 科洛諾-米科拉伊夫卡
48°17′0″N 35°53′48″E / 48.28333°N 35.89667°E
科洛諾-米科拉伊夫卡（烏克蘭語：Колоно-Миколаївка），是烏克蘭中部第聶伯羅彼得羅夫斯克州錫內利尼科韋區瓦西里基夫卡市镇内的村落。處於沃夫恰河左岸，距離卡捷琳尼夫卡和波赫丹尼夫卡2公里，2001年人口191。